# Władysław Szypulski
Władysław Szypulski (ur. 18 sierpnia 1895 w Białymstoku, zm. 12 marca 1976 w Warszawie) – polski aktor i reżyser teatralny, dyrektor Teatru Dramatycznego im. Aleksandra Węgierki w Białymstoku oraz Teatru Zagłębia w Sosnowcu.

## Życiorys
Po maturze uzyskanej w 1912 w Brześciu nad Bugiem, wyjechał z rodzicami do Rosji, gdzie w latach 1913–1917 studiował aktorstwo i reżyserię w Tbilisie i Baku. W 1917-23 występował na scenach rosyjskich w Baku, Tbilisi, Rostowie nad Donem i Charkowie.
W 1923 wrócił z żoną do Białegostoku. Do 1927 kierował objazdowym teatrem rosyjskim na Kresach Wschodnich, następnie występował w teatrach w Grodnie (1928-30). W latach trzydziestych prowadził własny zespół objazdowy. Po zajęciu wschodnich ziem przez wojska radzieckie w 1939, zorganizował w Białymstoku teatr rosyjski, występujący też w Brześciu nad Bugiem. Od 1941 pracował w Państwowym Teatrze Polskim Białoruskiej Socjalistycznej Republiki Radzieckiej pod kierownictwem Aleksandra Węgierki, choć informacji o jego obecności w teatrze zaprzeczał Jacek Woszczerowicz. W latach 1945–1948 był członkiem Prezydium Miejskiej Rady Narodowej w Białymstoku. Pełnił funkcję dyrektora Teatru Dramatycznego im. Aleksandra Węgierki w Białymstoku (1944-1954), Teatru Zagłębia w Sosnowcu (1955-1957) oraz reżysera w Teatrze im. Aleksandra Fredry w Gnieźnie (1957-1965).